# Deriva genética
La deriva genética, también conocida como la deriva génica, la deriva alélica o efecto Sewall Wright (por el biólogo Sewall Wright), es una fuerza evolutiva que actúa junto con la selección natural cambiando las frecuencias alélicas de las especies en el tiempo. Es un efecto estocástico que es consecuencia del muestreo aleatorio en la reproducción y de la pérdida de unos alelos por azar y no por selección natural. Se trata de un cambio aleatorio en la frecuencia de alelos de una generación a otra. Normalmente se da una pérdida de los alelos menos frecuentes y una fijación (frecuencia próxima al 100%) de los más frecuentes, resultando una disminución en la diversidad genética de la población. A partir de un cierto tamaño mínimo de las poblaciones, este efecto deja de tener importancia y se estabilizan las frecuencias génicas, si no hay procesos de selección ni mutaciones, según el equilibrio de Hardy-Weinberg. 
Al igual que la selección natural, actúa sobre las poblaciones, alterando la frecuencia de los alelos (frecuencia alélica) y la predominancia de los caracteres sobre los miembros de una población, y cambiando la diversidad genética del grupo. Los efectos de la deriva se acentúan en poblaciones de tamaño pequeño (como puede ocurrir en el efecto de cuello de botella o el efecto fundador), y resultan en cambios que no son necesariamente adaptativos.
La deriva genética tiende a formar una población homocigótica, es decir tiende a eliminar los genotipos heterocigóticos. Además, ya que en cada población pueden ser distintos los alelos que se pierden y se fijan, la deriva hace que dos o más poblaciones de la misma especie tiendan a diferenciarse genéticamente.
La frecuencia de un alelo puede cambiar de una generación a otra gracias a lo que se llaman errores de muestreo, ya que de todos los alelos de la población solo una pequeñísima fracción pasará a la siguiente. 
El error de muestreo se produce cuando los gametos se unen para producir la progenie. Muchos organismos producen un número grande de gametos pero, cuando el tamaño de la población es pequeño, un número limitado de gametos se une para producir los individuos de la generación siguiente. El azar influye en qué alelos están presentes en esta muestra limitada y, de esta manera, el error de muestreo puede conducir a la deriva genética o cambios en las frecuencias alélicas. Dado que las desviaciones de las proporciones esperadas son aleatorias la dirección del cambio es imprevisible. No obstante, podemos predecir la magnitud de los cambios.

## Magnitud de la deriva genética
La cantidad de deriva genética puede estimarse a partir de la varianza en la frecuencia alélica. Suponga que observamos un número grande de poblaciones separadas, cada una con individuos N y frecuencias alélicas de p y q. Después de una generación de apareamiento al azar la deriva genética expresada en términos de la varianza en la frecuencia alélicas entre las poblaciones (sp2) será:
{\displaystyle sp2={pq \over 2N}}
La cantidad de cambio que resulta de la deriva genética es determinada por dos parámetros: las frecuencias alélicas (p y q) y el tamaño de la población (N). La deriva genética será máxima cuando p y q sean iguales. 
Ejemplo: suponga que una población consiste en 50 individuos. Cuando las frecuencias alélicas sean iguales (p = q = 0,5), la varianza en la frecuencia alélica (sp2) será (0,5 . 0,5)/(2 . 50) = 0,0025. En contraposición, cuando p = 0,9 y q = 0,1, la varianza en la frecuencia alélicas solo será de 0,0009. Así mismo, la deriva genética será más alta cuando el tamaño de la población sea pequeño. Si p =q = 0,5, pero el tamaño de la población es solo 10 en lugar de 50, entonces la varianza en la frecuencia alélicas se vuelve de (0,5 . 0,5)/(2 . 10) = 0,0125, lo que es cinco veces mayor que cuando el tamaño de la población era de 50. 
Esta divergencia de poblaciones mediante la deriva genética se ilustra bien con los resultados de un experimento llevado a cabo por Peter Buri en la mosca de la fruta. Buri examinó la frecuencia de dos alelos (bw75 y bw), ambos con frecuencia 0,5, que afectan al color de ojos de Drosophila en 107 poblaciones replicadas en 19 generaciones. El resultado de la deriva genética fue que las frecuencias alélicas en poblaciones diferentes divergieron y a menudo se volvieron fijas para un alelo o para el otro.

## Tamaño efectivo de una población
Cuanto mayor sea el número de individuos de la población, menor será la diferencia entre las frecuencias de una generación y otra, aunque lo que cuenta no es el número real de individuos, sino lo que se llama tamaño eficaz. El tamaño eficaz o efectivo de una población se define por aquellos individuos que dejan descendientes, que en el caso de casi todos los organismos puede ser un número mucho menor que el total de individuos, ya que solo son los individuos reproductores aquellos que trasmiten sus genes. 
	Ese tamaño efectivo se calcula con una fórmula matemática:
{\displaystyle N_{e}={\frac {(4.n^{o}machos.n^{o}hembras)}{(n^{o}machos+n^{o}hembras)}}}
Por ejemplo, cuando una población consiste en 90 machos y 10 hembras, el tamaño efectivo de la población es de solo 36 y la deriva genética sucederá como si la población real consistiera de solo 36 individuos. De igual forma si fuesen 10 machos y 90 hembras. 
Otros factores que influyen en el tamaño efectivo de la población incluyen la variación entre los individuos en el éxito reproductivo, las variaciones en el tamaño de la población y si el apareamiento es aleatorio. 
También hay que decir que el tamaño efectivo de la población disminuye cuando hay cantidades desiguales de machos y hembras con capacidad reproductora.

## Causas de la deriva genética
Si bien todas las derivas genéticas se originan a partir del error de muestreo, existen varias maneras diferentes por las que puede originarse dicho error.

### Recursos
Una población puede verse reducida en tamaño durante varias generaciones debido a limitaciones en el espacio, los alimentos o algún otro recurso crítico. 

### Efecto fundador
Este se debe a la instalación de una población por un número pequeño de individuos. Aunque una población puede aumentar y volverse bastante grande, los genes portados por todos sus miembros derivan de los pocos genes presentes originalmente en los fundadores (considerando que no hay migración ni mutación). Los acontecimientos al azar que afectan algunos genes presentes en los fundadores tendrán una influencia importante en la composición de la población general.

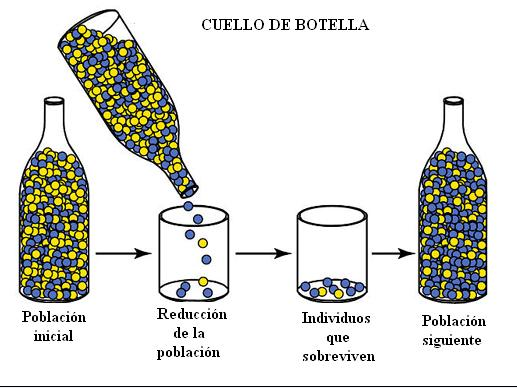
Cuello de botella.

### Cuello de botella
Consiste en que una población sufre una reducción drástica en su tamaño, dando esto lugar a una población con alta probabilidad de sufrir deriva genética. Cualquier mutación en un individuo se amplificará en la comunidad cuando esta crezca de nuevo. Los eventos de cuello de botella también son caracterizados por producir una reducción de la diversidad genética de las especies, debido a la extinción de los alelos menos frecuentes.

## Efectos de la deriva genética
La deriva genética tiene varios efectos importantes en la composición genética de una población.
1.- Produce un cambio en las frecuencias alélicas dentro la población. Dado que la deriva es aleatoria, es tan frecuente que las frecuencias alélicas aumenten como que disminuyan y puede deambular con el paso del tiempo.
2.- Reduce la variación genética dentro de las poblaciones. Llegando incluso a que un alelo alcance la frecuencia de 1, se dice que el alelo se ha fijado, o cero, cuando el alelo desaparece por completo en la población.

## Conclusión
Si no hubiera otros procesos de cambio evolutivo, tales como la mutación y la selección natural, las poblaciones llegarán al final a tener un solo alelo de cada gen, aunque se tardase muchas generaciones en llegar a ello. La razón es que, tarde o temprano, uno u otro alelo sería eliminado por la deriva genética sin posibilidad de que reapareciera por mutación o migración. Debido a la mutación de alelos desaparecidos de una población puede volver a reaparecer de nuevo, y gracias a la selección natural, la deriva genética no tiene consecuencias importantes en la evolución de especies, excepto en poblaciones de pocos individuos.

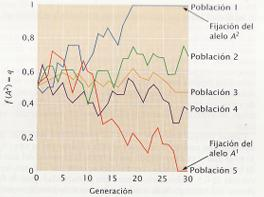
Gráfica de simulación en la fijación de alelos.

## Ejemplos
La deriva genética es un proceso que ha afectado a gran cantidad de poblaciones de diferentes especies a lo largo del tiempo. Algunos de esos casos son:
El elefante marino del norte sufrió un cuello de botella genético intenso entre 1820 y 1880, con un proceso de deriva genética a continuación. En la actualidad estas focas tienen niveles bajos de variación genética.
Al igual le pasa a la gaviota argéntea en cuya especie se puede observar una deriva genética incluso en una misma época en lugares diferentes. La gaviota argéntea que se puede ver en Cádiz presenta manchitas, y sin embargo según vamos hacia el oeste dándole la vuelta al planeta se pueden ir observando las distintas variedades de este tipo de gaviota. Por ejemplo en América es totalmente blanca; en Asia ya comienza a ser moteada y de ese modo cada vez son más las manchitas hacia la Europa del Este, hasta que llegamos a Cádiz y encontramos a ambas poblaciones: una completamente moteada y otra blanca, como si fuesen dos especies distintas. Son los extremos de una misma especie con deriva genética y geográfica que no se aparean entre sí. 

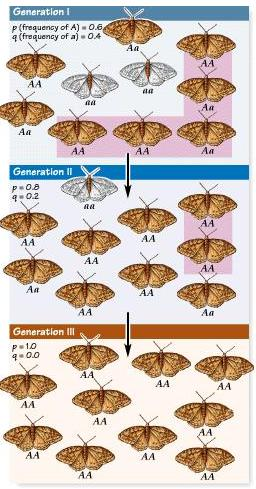
Fijación de alelos.

Otro ejemplo es el de la tortuga Testudo hermanni, también con una población muy homogénea genéticamente debido a un cuello de botella que en algún momento sufrió la población seguido de un proceso de deriva genética.

## Analogía con las canicas en un tarro
El proceso de deriva genética puede ilustrarse utilizando 20 canicas en un tarro para representar 20 organismos en una población. Considera este tarro de canicas como la población inicial. La mitad de las canicas del tarro son rojas y la otra mitad azules, y cada color corresponde a un alelo diferente de un gen de la población. En cada nueva generación, los organismos se reproducen al azar. Para representar esta reproducción, se selecciona al azar una canica del tarro original y se deposita una nueva canica del mismo color en un nuevo tarro. Esta es la "descendencia" de la canica original, lo que significa que la canica original permanece en su tarro. Se repite este proceso hasta que haya 20 canicas nuevas en el segundo tarro. El segundo tarro contendrá ahora 20 "descendientes", o canicas de varios colores. A menos que el segundo bote contenga exactamente 10 canicas rojas y 10 azules, se ha producido un cambio aleatorio en las frecuencias alélicas.
Si este proceso se repite varias veces, el número de canicas rojas y azules recogidas en cada generación fluctúa. A veces, un bote tiene más canicas rojas que su bote "padre" y a veces más azules. Esta fluctuación es análoga a la deriva genética: un cambio en la frecuencia alélica de la población que resulta de una variación aleatoria en la distribución de los alelos de una generación a otra.
En una generación cualquiera, no se puede elegir solo una canica de un determinado color, lo que significa que no tiene descendencia. En este ejemplo, si no se selecciona ninguna canica roja, el tarro que representa a la nueva generación sólo contiene descendencia azul. Si esto ocurre, el alelo rojo se ha perdido definitivamente en la población, mientras que el alelo azul restante se ha fijado: todas las generaciones futuras son completamente azules. En poblaciones pequeñas, la fijación puede ocurrir en sólo unas pocas generaciones.

En esta simulación, cada punto negro de una canica significa que ha sido elegida para copiarse (reproducirse) una vez. La fijación en el "alelo" azul se produce en cinco generaciones

.